# Steffen Eckold
Steffen Eckold (* 16. April 1969 in Weißenfels) ist ein deutscher politischer Beamter (CDU). Seit Mai 2022 ist er Staatssekretär im Ministerium für Justiz und Verbraucherschutz des Landes Sachsen-Anhalt.

## Leben
Eckold studierte Rechtswissenschaft an der Martin-Luther-Universität Halle-Wittenberg und legte das erste und zweite Staatsexamen ab. 1999 wurde er Justiziar in der Kreisverwaltung des  Saalekreises. Ab 2000 war er Haupt- und Personalamtsleiter des Saalekreises und übernahm im Jahr 2007 zusätzlich die Leitung der Kommunalaufsicht. Von 2008 bis 2012 war er Leiter des gemeinsamen Verwaltungsamtes der Verwaltungsgemeinschaft Götschetal-Petersberg (später Einheitsgemeinde Petersberg). Von 2012 bis 2015 war er im Ministerium der Finanzen des Landes Sachsen-Anhalt für die Umsetzung des Projektes Föderales Informationsmanagement des IT-Planungsrates zuständig. Von 2015 bis 2019 war er Leiter des Referats für Vertrags- und Lizenzmanagement des Ministeriums der Finanzen des Landes Sachsen-Anhalt. Von 2019 bis 2022 war er Fraktionsgeschäftsführer der CDU-Fraktion im Landtag von Sachsen-Anhalt.
Seit dem 1. Mai 2022 ist Eckold als Nachfolger von Josef Molkenbur Staatssekretär im Ministerium für Justiz und Verbraucherschutz des Landes Sachsen-Anhalt.
Eckold hat drei Kinder und lebt in Magdeburg.